# 楊伊湄
楊伊湄（1987年4月13日—），生於臺灣高雄，曾任三立新聞記者、主持人、模特兒。

### 學歷
楊伊湄曾在高雄女中獲得三屆演說冠軍；在國立臺灣大學就讀時曾赴美國成為交換學生。2011年4月，就讀國立臺灣大學新聞研究所，畢業論文指導教授為彭文正。

### 職業生涯
楊伊湄在臺大就讀時被選為「臺大十三妹」之一；早年代言線上遊戲時扮演穿著性感的「蜘蛛精」，因而受到臺灣網友注意。
根據媒體報導，楊伊湄與三立新聞的合約於2014年5月31日結束。
2014年6月4日，與年代電視簽約，除和馬西屏主持新節目外，亦有擔任假日新聞主播。
2014年6月15日，楊伊湄與馬西屏主持的年代MUCH臺節目《新聞左左右右》開錄。
2015年8月至2016年3月主持麥卡貝網路電視節目《親青爆報》。
2019年與現任老公楊仕安在台開立醫美診所「粹究美學」

## 爭議
2014年9月4日，楊伊湄在PTT體適能（fitness）版分享增肌減脂術，號稱6週甩掉6.8公斤，還大秀瘦身前後對比照，因太過暴露而引發爭議。據周刊爆料，楊伊湄是經由助溶脂減肥術，才打造出動人馬甲線。其實，楊伊湄是去楊仕安任職的星和診所連鎖企業星采診所進行溶脂療程，在被爆料後，9月9日楊伊湄在個人部落格發出溶脂療程心得分享，又於兩天後在PTT體適能版（fitness）發澄清文，提及其以在部落格分享心得無償交換醫美溶脂療程。

## 感情
2014年11月3日，上個月才公布男友條件的楊伊湄突然正式公開與楊仕安的戀情，表示早已交往兩個月，楊伊湄宣稱楊仕安「不是富二代，開5、6年的豐田車，只有幾件不送洗也不熨燙的襯衫，運動鞋愛迪達三條線的LOGO都脫落，而且租在一個月只有8000元的小房間，吹風機吹一次就會熱當，手機舊到連前鏡頭都沒有。」
2014年11月4日，隨著楊伊湄與楊仕安的戀情曝光，PTT鄉民發出「楊伊湄黑掉事件懶人包」，整理了12條理由，並稱其為「楊醫美」。楊伊湄受不了批評，後於臉書公開道歉，自稱「不成熟」才會惹出一堆問題。

## 受訪
2014年11月9日，楊伊湄到無黨籍臺北市長參選人柯文哲競選總部2樓接受PTT公民板線上直播訪問，大爆主播纏鬥內幕。楊伊湄說，之前她原本要跳槽到某家電視臺，當時班表都排好，但有位PTT鄉民眼中印象很好的女主播怒罵「為什麼別人不要的垃圾要丟到我們這裡來」；她堅持不願透露這位女主播是誰，但她表示，這位女主播在太陽花學運期間到立法院議場「到處拿著『自拍神器』自拍」。被影射的壹電視主播蕭彤雯說，她根本不認識楊伊湄，也沒聽說壹電視有任何同事說過這樣的話。訪談中也直稱PTT鄉民愚蠢且很好操弄，直言為了自己新聞曝光率，會利用分身帳號在PTT八卦板製造假議題，使得PTT使用者關注後大肆炒熱，逼迫自家新聞編輯採用自己的新聞報導。

## 戲劇
- 2012年《螺絲小姐要出嫁》飾主持人

## 名言
- 「人，可以沒頭腦，但，不能沒禮貌。」
- 「鄉民很好操弄。」[16]

## 家族
楊伊湄曾於PTT的文章中暗示其為學者楊儒賓的姪女，而「伊湄」二字正是由其命名。

## 註解
1. ↑  .   [2012-02-29]. （原始内容存档于2011-09-02）.
2. ↑  綜合報導. . 《自由時報》. 2015-10-28  [2019-03-05]. （原始内容存档于2020-09-19） （中文（臺灣））.
3. ↑  .   [2014-06-13]. （原始内容存档于2020-09-28）.
4. ↑  .   [2014-06-18]. （原始内容存档于2014-07-14）.
5. ↑  .   [2023-02-27]. （原始内容存档于2023-02-27）.
6. ↑  .   [2014-11-04]. （原始内容存档于2019-09-03）.
7. ↑  .   [2022-02-12]. （原始内容存档于2022-02-15）.
8. ↑  分享 UltraShape歐萃學超音波系統(俗稱標靶震波溶脂)~對抗頑固的手臂脂肪! 的存檔，存档日期2014-11-05.
9. ↑  .   [2014-11-04]. （原始内容存档于2016-11-10）.
10. ↑  .   [2014-11-04]. （原始内容存档于2019-09-03）.
11. ↑  .   [2014-11-04]. （原始内容存档于2016-05-18）.
12. ↑  .   [2014-11-04]. （原始内容存档于2015-09-24）.
13. ↑  .   [2022-02-12]. （原始内容存档于2022-02-12）.
14. ↑  .   [2014-11-04]. （原始内容存档于2015-09-24）.
15. ↑  .   [2022-02-12]. （原始内容存档于2022-02-12）.
16. ↑  .   [2015-06-13]. （原始内容存档于2017-03-16）.
17. ↑  .   [2016-11-09]. （原始内容存档于2019-09-05）.

## 外部連結
- 楊伊湄的Facebook專頁
- YouTube上的楊伊湄頻道
- 楊伊湄部落格 （页面存档备份，存于）